# Élection présidentielle mauritanienne de 1961
L'élection présidentielle mauritanienne de 1961 s'est tenue le 20 aout 1961 en Mauritanie. Il s'agit de la première présidentielle dans le pays, qui a obtenu son indépendance moins d'un an plus tôt le 20 novembre 1960 et la dernière à avoir lieu sous le multipartisme jusqu'en 1992, la Mauritanie devenant quelques années après l'indépendance un régime à parti unique. 
Le scrutin voit la victoire sans opposition de Moktar Ould Daddah, ex-Président du gouvernement territorial sous la tutelle française. Premier ministre depuis l'indépendance, il assurait la charge de chef de l'État par intérim en attendant les élections. 
Malgré la possibilité du multipartisme Daddah se présente seul à l'élection avec le soutien de sa formation, le Parti de Regroupement mauritanien (PRM), futur parti unique sous le nom du Parti du peuple mauritanien, ainsi que de celui de l'Union nationale mauritanienne (UNM).

## Résultats
| Candidats                 | Candidats                 | Partis                            | Votes   | %     |
| ------------------------- | ------------------------- | --------------------------------- | ------- | ----- |
|                           | Moktar Ould Daddah        | Parti de Regroupement mauritanien | 370 970 | 100   |
|                           |                           |                                   |         |       |
| Votes valides             | Votes valides             | Votes valides                     | 370 970 | 99,77 |
| Votes blancs ou invalides | Votes blancs ou invalides | Votes blancs ou invalides         | 838     | 0,23  |
| Total                     | Total                     | Total                             | 371 808 | 100   |
| Abstention                | Abstention                | Abstention                        | 25 780  | 6,48  |
| Inscrits/Participation    | Inscrits/Participation    | Inscrits/Participation            | 397 588 | 93,52 |